# بابادوک
«بابادوک» (انگلیسی: The Babadook) یک [[فیلم ترسناک فولکلور|فیلم ترسناک فورکلور]] به کارگردانی جنیفر کِنت است که در سال ۲۰۱۴ منتشر شد.چهره طراحی شده در این فیلم آن را به یکی از ترسناکترین کاراکتر ها تبدیل کرده است. 

## خلاصه داستان
آملیا وانک یک زن بیوه با پسر شش ساله‌اش ساموئل زندگی می‌کند. او شوهر خود (اسکار) را در یک تصادف از دست داده‌است. ساموئل شروع به نمایش رفتارهای نامنظم می‌کند و در برابر یک هیولای خیالی، سلاح‌هایی را می‌سازد و بی‌خواب می‌شود. ساموئل به خاطر بردن سلاح‌های خود به مدرسه‌اش اخراج می‌شود. یک شب مادر ساموئل کتابی را برایش می‌خواند، به نام آقای بابادوک. با عنوان هیولایی انسان‌نما، رنگ‌پریده و با انگشتان بلند. ساموئل اعتقاد دارد بابادوک واقعی است و تداوم او باعث می‌شود که آملیا برای راحتی او، شب‌ها نخوابد.
پس از آن اتّفاقات عجیبی رخ می‌دهد؛ در باز می‌شود به طرز مرموزی صداهای عجیب و غریبی شنیده می‌شود و آملیا در غذای خود، خرده‌شیشه پیدا می‌کند. ساموئل بابادوک را مقصر این اتّفاقات می‌داند. آملیا کتاب را از بین می‌برد و... .
همچنین از نگاه برخی منتقدان، بابادوک تنها حاصل مشکلات روحی آملیا است که بخاطر مرگ همسرش ایجاد شده‌اند.